# Policefalia

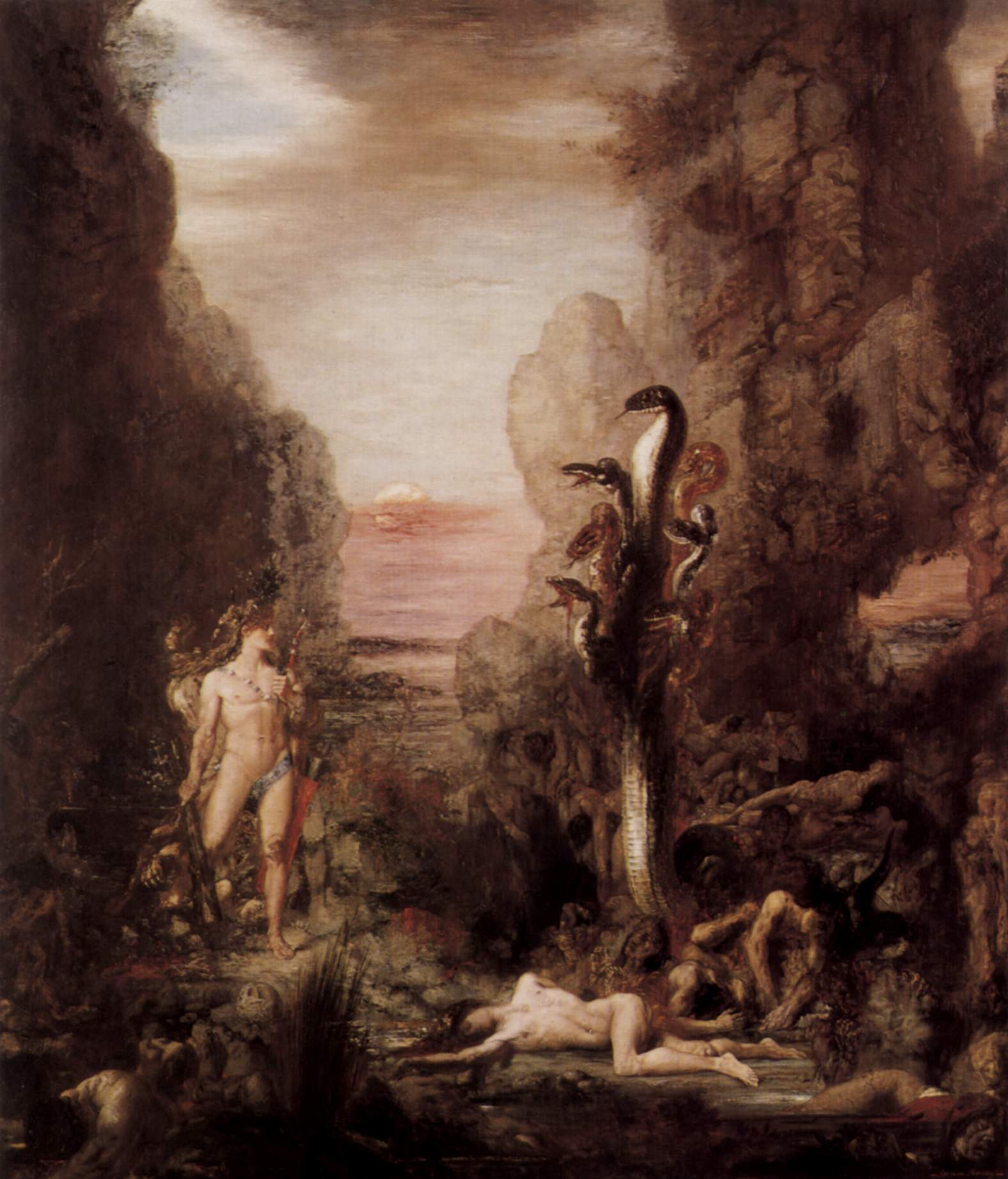
Eracle e l'idra di Lerna in un dipinto di Gustave Moreau

La policefalia è la condizione di avere più di una testa. Il termine deriva dal greco πολύ (poly-, multiplo) e κεφάλι (kephali, testa) e comprende la bicefalia (o dicefalia), la tricefalia, eccetera. Una condizione simile ma differente, nota come diprosopia, è quella di avere due volti ma una sola testa.
Da un punto di vista medico, sono tutti considerati disordini cefalici congeniti. Gli animali bicefali o tricefali sono gli unici tipi di animali con più teste presenti al mondo, e hanno la stessa origine dei gemelli siamesi. Sono infatti il risultato di una fallita separazione di gemelli monozigoti.
Anche nella mitologia si riscontrano vari casi di creature con più teste, così come nell'araldica e nella vessillologia. In questi ultimi due ambiti, il simbolo policefalo più diffuso è l'aquila bicipite, nonostante non si abbia mai avuto traccia di un simile animale. Tradizionalmente, ma non universalmente, la policefalia viene interpretata come simbolo di onniveggenza.

## Casi reali

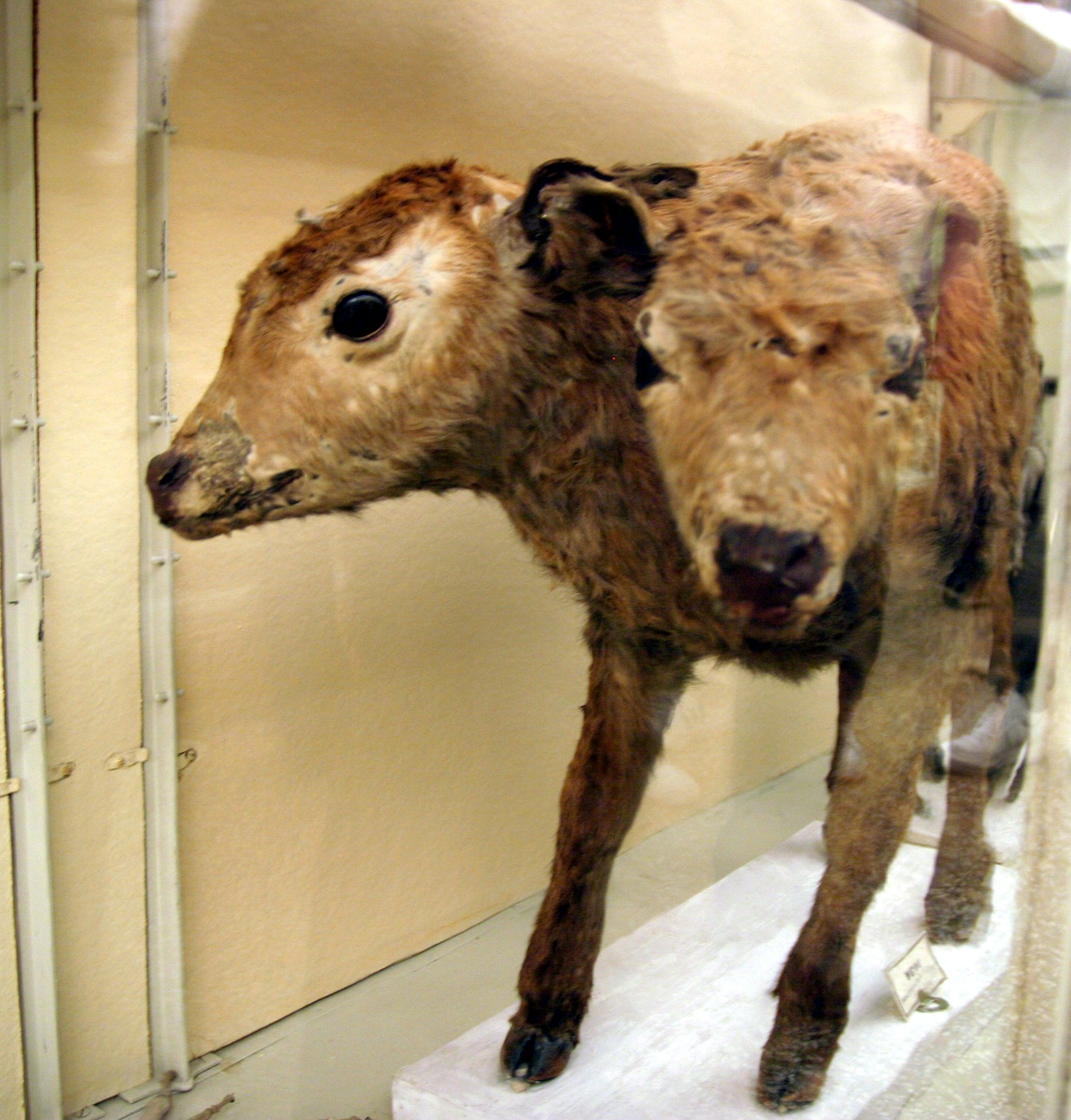
Vitello a due teste imbalsamato

Sul nostro pianeta ogni specie animale può essere soggetta a questo tipo di disordine genetico.
Sempre più noti e oggetto di studio, oltre ai numerosi esemplari di globicefali, sono i casi di squali bicefali. 
Diversi esemplari sono stati individuati nelle acque australiane; anche se non è ancora chiaro il fattore scatenante della patologia si ipotizza che la causa principale sia la pesca intensiva che sta impoverendo il pool genetico di questa specie.
Al di fuori del mondo marino gli esseri viventi più conosciuti, che presentano la suddetta malformazione sono rettili e anfibi.
Infatti, sono innumerevoli gli esemplari di tartarughe, serpenti e lucertole che presentano la bicefalia. Inoltre, non è raro osservarli ad una qualsiasi fiera o mostra circense.
Più raro è invece il manifestarsi della patologia sull'essere umano, che presenta ben pochi casi accertati.
Uno di questi, forse il più famoso, è quello delle sorelle diencefaliche Abigail e Brittany Hensel, le quali pur condividendo buona parte degli organi al di sotto dell'ombelico presentano colonne vertebrali e midolli ben separati. Questa caratteristica ha permesso loro di essere uno dei pochi casi di gemelle congiunte ad aver superato i trent'anni di età.

## Riscontri nella mitologia

### Mitologia mesopotamica
- Mušmaḫḫu, serpente a sette teste legato a Ninurta,[4] Ningishzida[5][6] e talvolta a Mušḫuššu

### Mitologia greca
- Cerbero, cane tricefalo

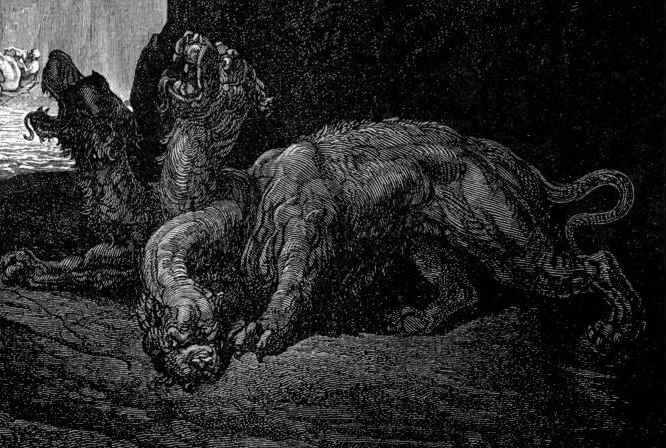
Cerbero dantesco (Gustave Doré)

- Idra di Lerna, serpente marino di sei o nove teste, di cui una immortale
- Ortro, nella versione più comune, cane bicefalo
- Ladone, drago serpentiforme con cento teste
- Ecatonchiri, giganti con cento braccia e cinquanta teste ciascuno
- Chimera, in una delle versioni, mostro con una testa di leone ed una di capra
- Gerione, gigante con tre teste e tre busti

### Induismo
Divinità

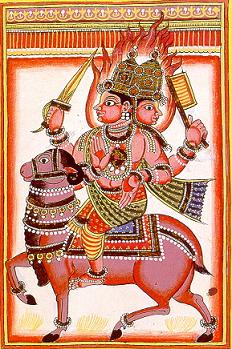
Agni

- Agni, dio del fuoco, con due teste
- Dattatreya, con tre teste
- Brahmā, con quattro teste
- Gāyatrī, con cinque teste
- Karttikeya, solitamente raffigurato con sei teste e, talvolta, dodici braccia
- Ganesha, talvolta raffigurato con cinque teste di elefante (in tal caso è chiamato Heramba)
- Shiva, talvolta raffigurato con quattro, cinque o più teste (in tal caso è chiamato Sadaśiva, "Shiva l'eterno")
- Visnù, nella sua forma Vishvarupa, viene descritto con infinite teste

Demoni
- Rakshasa
- Trishira
- Rāvaṇa
- Nāga

### Taoismo
- Nezha, descritta con tre teste e 6 braccia

### Mitologia romana
- Giano, dio degli inizi e delle transizioni[2]

### Europa orientale
- Balaur, nel folklore rumeno, drago policefalo
- Svetovit, nella mitologia slava, dio della guerra, con quattro teste
- Tryglav, nella mitologia slava, dio con tre teste
- Zmaj, nella mitologia slava, serpente o drago sputafuoco policefalo
- La figura del drago policefalo è tipica anche del folklore ungherese

### Mitologia norrena
- Þrúðgelmir, gigante a sei teste
- Anche nella mitologia germanica in generale non è raro trovare riferimenti a mostri policefali[2]

### Mitologia giapponese
- Yamata no Orochi, serpente con otto teste ed otto code

### Mitologie mesoamericane
- Serpente mitico con due teste che simbolizza la fertilità e/o il cielo nella mitologia maya
- Och Chan o Ok Kan, serpente con tre teste, una umana e le altre rettili

## Nella cultura di massa contemporanea
Un noto personaggio della filmografia giapponese è Ghidorah, mostro apparso nella prima volta nel film Ghidorah! Il mostro a tre teste e poi divenuto la più famosa nemesi di Godzilla.
Numerosi personaggi di giochi di ruolo, videogiochi e giochi di carte collezionabili presentano mostri dotati di policefalia. Esempi sono le carte di Magic: l'Adunanza Drago a Due Teste e Cerbero a Due Teste e i Pokémon Doduo, Dodrio, Exeggutor, Zweilous e Hydreigon.